# Кузнецов, Даниил Андреевич
Дании́л Андре́евич Кузнецо́в (род. 23 апреля 2003, Санкт-Петербург) — российский футболист, полузащитник клуба «Рубин».

## Биография
Родился 23 апреля 2003 года. Воспитанник Академии ФК «Зенит». В сезоне ЮФЛ 2019/20 сыграл 9 матчей, забил два гола, в сезоне ЮФЛ-1 2020/21 — 9 матчей, четыре гола. В молодёжном первенстве 2020/21 — шесть голов в 24 матчах. 28 августа 2021 года дебютировал за «Зенит-2», в первенстве ФНЛ-2 забив два гола в матче против «Читы».
11 сентября 2021 года в домашнем матче против «Ахмата» (3:1) дебютировал за «Зенит» в матче 7-тура чемпионата России, выйдя на замену.
В феврале 2022 года перешёл в «Рубин», заключив пятилетний контракт. В январе 2024 перешёл в «Родину» на правах аренды до конца сезона.
В декабре 2024 перешёл в «Урал» на правах аренды до конца сезона.